# Ludvik Filip I. Francoski
Ludvik Filip I., francoski kralj od leta 1830 do leta 1848, * 6. oktober 1773, Pariz † 26. avgust 1850, Claremont
Ludvik Filip se je rodil 6. oktobra 1773 v Parizu. Bil je sin vojvode Orleanskega in njegove žene Ludvike Marije. Njegov oče je bil del dinastije Burbonov, in sicer potomec Filipa I. Orleanskega, ki je bil si Ludvika XIII. in brat Ludvika IV.. V mladosti je dobil filozofsko izobrazbo, katere glavni del, so bila dela francoskega filozofa Jean-Jacques Rousseauja. Njegov oče je podpiral francosko revolucijo. V času francoske revolucjie se je pridružil Jakobincem in se upisal v vojsko, kjer je hitro napredoval po lestvici. Januarja leta 1793 je njegov oče volil za usmrtitev Ludvika XVI. Maja leta 1793 je Ludvik Filip zbežal v Avstrijo, ker naj bil delal proti revouciji. Istega leta je bil ubit njegov oče vojvoda Orleanski. V izgnanstvu se je poročil z Marijo Amalijo Neapeljsko, ki je bila hči kralja Ferdinanda I.
Leta 1814 je razglasil podporo, da prevzame francoski prestol, po Napolonovem porazu Ludvik XVIII., v to naj bo ga kasnejši Karl X..16. Septembera 1824 je umrl Ludvik XVIII. in na prestolu ga je nadomestil njegov brat Karl X, ki je, za razliko od svojega brata,vladal kot absolutist. 25. julija je Karl prepovedal svobodo govora. 27. julija je Karl, zaradi upora Parižanov zbežal iz Pariza. Na presolu ga je nadomestil prav Ludvik F.. V ćasu njegovega vladanja je Ludvik F. moral zatreti ogromno uporov kot na primer Junski upor leta 1832. Kljub obljubam parlamentarne monarhije so bile volitve na voljo samo bogatim moškim. Leta 1846 je ogromna recesija prizadela Francijo, in veliko ljudi je izgubilo svoje službe. 22 februarja 1848 je je premier François Guizot prepovedal srečanje političnih naspotnikov julijske monarije. Kjub odstopu Guizota so Parižani zahtevali abdikacijo Ludvika F., katero je podpisal in šel v izgnanstvo v Britanijo kjer je tudi umrl leta 1850.